# Ильинский сельский совет (Крым)
Ильи́нский сельский совет (укр. Іллінська сільська рада, крымскотат. Yañı Celişay köy şurası), согласно законодательству Украины — административно-территориальная единица в Красноперекопском районе Автономной Республики Крым.
По Всеукраинской переписи 2001 года население составило 2206 человек, площадь сельсовета 75 км².
К 2014 году состоял из 4 сёл:
- Ильинка
- Воронцовка
- Курганное
- Трактовое

## История
Существует версия, что сельсовет появился в 1954 году, но в «Справочнике административно-территориального деления Крымской области на 15 июня 1960 года» он ещё не записан. Впервые в доступных документах Ильинский сельсовет встречается в справочнике «Крымская область. Административно-территориальное деление на 1 января 1968 года», где в его составе, кроме современных, числилось ещё село Сокол, как и в справочнике 1977 года (в период с 1 января по 1 июня 1977 года Сокол был упразднён). С 12 февраля 1991 года сельсовет в восстановленной Крымской АССР, 26 февраля 1992 года переименованной в Автономную Республику Крым. С 21 марта 2014 года в составе Крыма аннексирован Россией. Законом «Об установлении границ муниципальных образований и статусе муниципальных образований в Республике Крым» от 4 июня 2014 года территория административной единицы была объявлена муниципальным образованием со статусом сельского поселения.